# La jaula dorada
La jaula dorada, título original en francés La Cage Dorée, es una película dirigida por Ruben Alves y protagonizada por Rita Blanco y Joaquim de Almeida.

## Argumento
María Ribeiro (Rita Blanco) y José Ribeiro (Joaquim de Almeida), de origen portugués, llevan casi treinta años viviendo en un buen barrio de París,  donde han criado a sus dos hijos, Paula (Barbara Cabrita) y Pedro (Alex Alves Pereira); en la planta baja de un elegante edificio. Esta  pareja de inmigrantes cae bien a todo el mundo en el barrio: María, una excelente portera, y José, un encargado de obra muy eficiente en una empresa  constructora, se han convertido, con el tiempo, en personas indispensables en la vida cotidiana de todos los que les rodean. Tan apreciados son y tan integrados están que el día en que finalmente se les presenta la ocasión de cumplir el deseo con el que durante tanto tiempo han soñado -volver a Portugal en las  mejores condiciones- nadie quiere que se vayan. María y José Ribeiro, de origen portugués, que vive tranquilamente en París, donde criaron a sus dos hijos. Después de la muerte del hermano de José, con quien este estaba enojado desde hacía mucho tiempo, los esposos Ribeiro descubren que son beneficiarios de una gran herencia,  incluyendo una casa en Portugal. Pero hay una condición en la voluntad de trasladarse a Portugal a continuar viviendo el negocio familiar. Sin embargo,  por diversas razones, algunos familiares y empleadores María y José tienen un interés en asegurar que permanezcan en París. Entonces harán todo lo posible para evitar que se vayan.

## Ficha artística
| Actor                 | Personaje                                                               |
| --------------------- | ----------------------------------------------------------------------- |
| Rita Blanco           | María Ribeiro.                                                          |
| Joaquim de Almeida    | José Ribeiro, marido de María.                                          |
| Bárbara Cabrita       | Paula, hija de María y José Ribeiro.                                    |
| Alex-Alves Pereira    | Pedro, hijo de María y José Ribeiro.                                    |
| Roland Giraud         | Francis Caillaux, el jefe de José.                                      |
| Chantal Lauby         | Solange Caillaux, la esposa de Francis.                                 |
| Lannick Gautry        | Charles Caillaux, el hijo de Francis y de Solange, y el novio de Paula. |
| Nicole Croisille      | Mme Reichert, es una de las pietarias del edificio.                     |
| María Vieira Rosa     | Criada portuguesa de los Caillaux y amiga María.                        |
| Jacqueline Corado     | Lurdes, la hermana de María, la criada que quiere abrir un restaurante. |
| Jean-Pierre Martins   | Carlos, el marido de Lurdes.                                            |
| Alice Isaaz           | Casiopea, la chica de la que está enamorada de Pedro.                   |
| Rubén Alves           | Miguel, el ex de Paula, un humorista.                                   |
| Yann Roussel          | M. Zu, uno de los propietarios del edificio.                            |
| Oliver Rosemberg      | Guillaume, el cartero.                                                  |
| Louis Duneton         | Un adolescente.                                                         |
| Patrice Melennec      | El promotor.                                                            |
| Catarina Wallenstein  | La cantante de fado.                                                    |
| Pauleta               | Él mismo, Pedro Miguel Carreiro Resendes, exfutbolista portugués.       |
| Sérgio da Silva       | Manuel.                                                                 |
| Bertrand Combe        | Sr. Bertrand, uno de los propietarios del edificio.                     |
| Ludivine de Chastenet | Sra. Bertrand.                                                          |
| Alexandre Ruscher     | Malo.                                                                   |
| Cécile Cassel         | Romane, la prometida de Miguel.                                         |
| Rosária da Silva      | Conserje portuguesa.                                                    |

## Producción

### Música
La película contiene varias piezas musicales conocidas de la cultura portuguesa, incluyendo fados:
- L'Étrangère de Linda de Suza;
- Uma casa portuguesa, fado cantado por Amália Rodrigues;
- Prece, otro fado cantado por Catarina Wallenstein (también cantado por Amália Rodrigues).

## Remakeinternacional
De acuerdo con The Hollywood Reporter podría ser posible que un sastre para la comunidad latina residente en los Estados Unidos, 29 como ha sucedido con otra película francesa Bienvenue chez les como la versión 0.30 Ch'tis El director Rubén Alves ya llegó afirmar que estaba en conversaciones con la productora americana.31 Norte

### Distinciones

#### Premios
- Festival international du film de comédie de l'Alpe d'Huez 2013: 
  - Prix du public Virgin Radio
  - Prix d'interprétation féminine pour Chantal Lauby
- Prix du cinéma européen 2013: Prix du public (People’s Choice Award)
  - Golden Globes de Portugal 2014 : mejor actriz para Rita Blanco

#### Nominaciones y selecciones
- Festival international du film de comédie de l'Alpe d'Huez 2013: sélection officielle en compétition
- Festival international du film de São Paulo 2013: sélection officielle en compétition
- César 2014: meilleur premier film
  - Golden Globes de Portugal 2014 : mejor actor para Joaquim de Almeida

- Datos: Q11682483